# Juratzkaea indica
Juratzkaea indica là một loài rêu trong họ Stereophyllaceae. Loài này được Broth. & P. de la Varde mô tả khoa học đầu tiên năm 1925.